# Ristikerkujärv
Ristikerkujärv ist ein natürlicher See in der Landgemeinde Kanepi im Kreis Põlva auf dem estnischen Festland. 910 Meter vom 1,9 Hektar großen See entfernt liegt das Dorf Abissaare und 45,8 Kilometer entfernt liegt der 3555 km² große Peipussee (Peipsi-Pihkva järv).